# Llorts
Llorts (Lorç, el 1176), és un nucli de població del Principat d'Andorra situat a la parròquia d'Ordino. L'any 2017 tenia 179 habitants.
Amb l'antic Hostal del Vilaró, és a uns tres quilòmetres de la Cortinada, en un eixamplament de la vall on conflueixen la ribera de l'Angonella que baixa dels estanys d'aquest nom (accessibles per un costerut camí que surt del poble) i, per la banda dels pics de Casamanya, la ribera de Coma Obaga o Estreta. És a 1.430 m d'altitud i el poblet forma un nucli compacte de velles cases (145 h el 2009) entorn de la seva esglesiola de pedra llosenca amb un campanar d'espadanya sobre seu; té un notable retaule barroc protegit per una solida reixa de ferro. Llorts es troba envoltat de terres ferruginoses, que tenyeixen trossos dels seus camps i carretera i fins alguns rierols. És famosa la font del Ferro, que neix en una cova prop del poble, i la Font Roja.
La mina de ferro de llorts se situa a la sortida del poble direcció El Serrat.